# 三島神社 (君津市)
三島神社（みしまじんじゃ）は、千葉県君津市の神社。

## 歴史
鎌倉時代に創建された。鎌倉幕府初代将軍源頼朝が関わる伊豆三島神社から分霊を勧請したといわれている。
9月の最終日曜日に催される例祭では、「三島の棒術と羯鼓舞」が奉納される。「棒術」は頼朝が安房国で再起を図り出陣した際、一部の兵士が土着して、奉納試合をしたことに起源を発している。一方「羯鼓舞」は、日照りで雨乞いをした際に、龍神が現れて雨を降らせた故事から、獅子を龍に見立てて舞をしたものである。

## 文化財
- 三島の棒術と羯鼓舞（千葉県指定無形民俗文化財 昭和37年5月1日指定）[3]

## 交通アクセス
- 君津市コミュニティバス宿原停留所より徒歩5分。